# Salomon Rabinowicz
Salomon Rabinowicz (ur. 1803, zm. 16 marca 1866 w Radomsku) – rabin, założyciel i pierwszy cadyk chasydzkiej dynastii Radomsk.
Wychował się w rodzinie chasydzkiej. Studiował w jesziwie w Piotrkowie Trybunalskim. Od wczesnej młodości był zwolennikiem Meira z Opatowa. W marcu 1834 roku przybył z Włoszczowy do Radomska, gdzie objął urząd rabina, a w 1843 roku założył dynastię chasydzką. Był autorem wydanego pośmiertnie dzieła Tiferet Szlomo (hebr. Piękno Salomona; 1867–1869). Zajmował się również komponowaniem muzyki chasydzkiej. Był jednym z najpopularniejszych cadyków w centralnej Polsce.
Był żonaty z Gitel, którą dożyła 92 lat. Miał trzech synów i trzy córki, z których jedna zmarła w dzieciństwie. Jest pochowany – wraz z rodziną – w ohelu na cmentarzu żydowskim w Radomsku. Jego następcą został najmłodszy syn Abraham Isachar Dow Rabinowicz.